# تسلسل DCAP-BTLS
DCAP-BTLS هو اختصار ذاكري (فن استذكار) لتذكر إصابات معينة في الأنسجة اللينة للبحث عنها أثناء تقييم الشخص بعد الإصابة بالصدمة. ويعتبر العنصر الرئيسي خلال التقييم السريعة للصدمة.

## المعنى
اختصار لـ:
- Deformities=تشوهات
- Contusions=كدمات
- Abrasion=تآكل-حك
- Penetrations=الاختراقات-عمق الجرح
- Burn=حرق
- Tenderness=إيلام بالضغط-مضض
- Lacerations=تمزقات
- Swelling=تورم